# Auf der Walz
Auf der Walz ist ein deutscher Kino-Dokumentarfilm der Regisseurin und Kamerafrau Julia Daschner aus dem Jahre 2009, die dafür fünf Handwerksgesellen über mehrere Monate auf ihrer traditionellen Gesellenwanderschaft begleitet hat. Der Film war 2010 offiziell in Deutschland auf Kinotour.

## Kritik
„Als eine mit schönen Landschaftsbildern aufwartende Beschwörung poetisch-romantischen Flairs ist der Film nicht ohne Reiz, tiefer gehende Einblicke eröffnet er jedoch nicht.“